# Litomiris gracilis
Litomiris gracilis är en insektsart som först beskrevs av Van Duzee 1914.  Litomiris gracilis ingår i släktet Litomiris och familjen ängsskinnbaggar. Inga underarter finns listade i Catalogue of Life.